# Eugenia wentii
Eugenia wentii är en myrtenväxtart som beskrevs av Gerda Jane Hillegonda Amshoff. Eugenia wentii ingår i släktet Eugenia och familjen myrtenväxter. Inga underarter finns listade i Catalogue of Life.